# 李沃站
李沃站是徐州地铁2号线的地铁站，位于中华人民共和国江苏省徐州市鼓楼区中山北路与昊坤路交叉口南侧，于2020年11月28日开通。

## 车站结构
李沃站沿中山北路南北设置，为地下二层岛式站台车站，车站长221米，宽19.7至23.8米，车站地下一层为站厅层，地下二层为站台层，站台设置全高站台门。
| 地面              | 出入口 | 1、3、4出入口                                                                                                 |
| 地下一层          | 站厅   | 客服中心、自动售票机、验票机                                                                                  |
| 地下二层          | 站台   | \| \| \| █ 2号线往客运北站（終點站） \| \| 島式 · 開左邊车门 \| \| \| \| \| \| █ 2号线往新城区东（九里山） \| |
|                   |        | █ 2号线往客运北站（終點站）                                                                                   |
| 島式 · 開左邊车门 |        | |
|                   |        | █ 2号线往新城区东（九里山）                                                                                   |

## 车站出口
李沃站目前开放3个出入口，各出口及周围设施如下所示：
| 出口编号            | 照片 | 出口指示         | 建议前往的目的地   |
| ------------------- | ---- | ---------------- | ------------------ |
| 1 · 出口 · （设有） |      | 中山北路（西侧） |                    |
| 3 · 出口            |      | 中山北路（东侧） | 鼓楼信息技术产业园 |
| 4 · 出口            |      | 中山北路（西侧） | 李沃医院           |
| 图例： 设有         |      |                  |                    |

## 接驳交通

### 公交车
- 李沃地铁站：105路

## 车站历史
本站工程名与公示站名为丁万河站，正式站名为李沃站，以车站所处的李沃社区命名。
- 2019年9月28日，车站主体结构封顶。
- 2020年11月28日，车站随2号线一期通车开通[1]。